# Victoria de Saxa-Coburg-Saalfeld
Prințesa Victoria de Saxa-Coburg-Saalfeld (Mary Louise Victoria; 17 august 1786 – 16 martie 1861) a fost mama reginei Victoria a Regatului Unit.

## Biografie
Marie Luise Viktoria născută la 17 august 1786 a fost a patra fiică și al șaptelea copil al Ducelui Franz Frederic Anton de Saxa-Coburg-Saalfeld (1750–1806) și a Contesei Augusta de Reuss-Ebersdorf (1757–1831). Fratele ei mai mic, Leopold, a devenit rege al belgienilor în 1831 iar sora ei mai mare, Prințesa Juliane, a fost căsătorită cu Marele Duce Constantin Pavlovici al Rusiei, fratele mai mic al Țarului Alexandru I al Rusiei. Fratele ei mai mare, Ernest, i-a succedat tatălui lor în 1806 ca Duce de Saxa-Coburg-Saalfeld.
Prințesa Victoria a fost frumoasă și extrem de inteligentă.

### Prințesă de Leiningen
La 21 decembrie 1803, la Coburg, ea s-a căsătorit (ca a doua soție) cu Emich Carl, al 2-lea Prinț de Leiningen (1763–1814), a cărui primă soție, Henrietta of Reuss-Ebersdorf, a fost mătușa ei. Carl și Victoria au avut doi copii: Carl, Prinț de Leiningen
(1804-1856) și Prințesa Feodora de Leiningen (1807-1872). Fiul ei Carl s-a căsătorit în 1829 cu contesa Maria Klebelsberg cu care a avut copii. Fiica ei Feodora s-a căsătorit în 1828 cu Ernst I, Prinț de Hohenlohe-Langenburg. 

### Ducesă de Kent

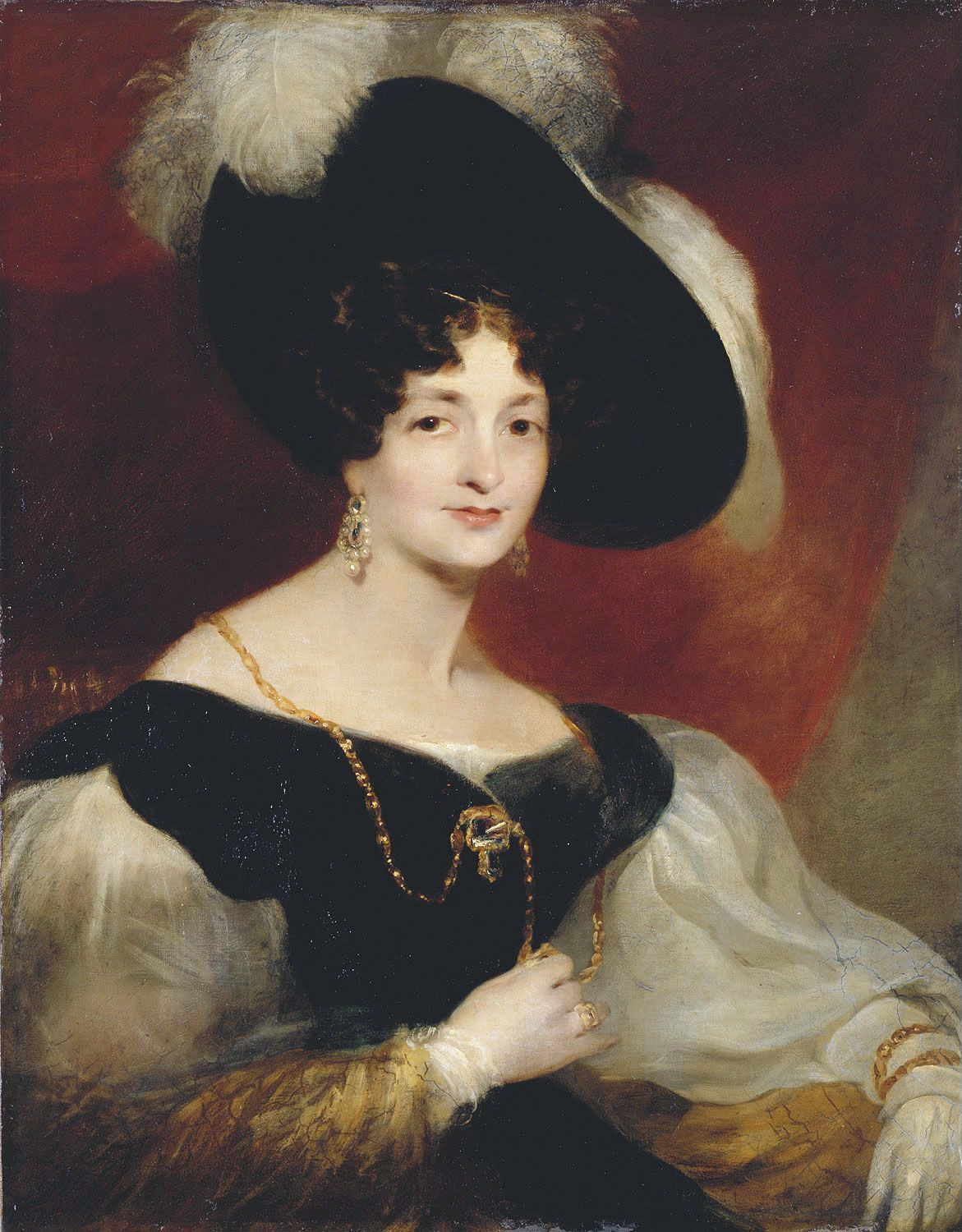
Ducesa de Kent în 1832

La 29 mai 1818, la Amorbach (și din nou la 11 iulie 1818 la Palatul Kew, Anglia în conformitate cu ritul anglican) ea s-a căsătorit cu Prințul Eduard, Duce de Kent și Strathearn (1767–1820), al patrula fiu al regelui George al III-lea. La Palatul Kew, în același timp cu Eduard, s-a căsătorit și fratele său mai mare, Ducele de Clarence (viitorul rege William al IV-lea) cu Adelaide de Saxa-Meiningen. Din aceste căsătorii se aștepta moștenitorul tronului britanic. Noua Ducesă de Kent a fost primită cu răceală în familia regală.
La un an de la căsătorie, la 24 mai 1819, Ducesa a dat naștere singurului copil din această căsătorie, Prințesa Alexandrina Victoria. Prințesa a fost născută la Palatul Kensington din Londra, a fost vaccinată împotriva variolei imediat după naștere și alăptată de însăși mama ei. Tatăl ei i-a scris soacrei la Coburg că fata era "grasă ca o potârniche". La opt luni după nașterea Victoriei, Ducele Eduard de Kent a murit de pneumonie cu șase zile înaintea tatălui său, regele George al III-lea.
Ducesa văduvă avea puține motive să rămână în Regatul Unit, nu vorbea limba și deținea un castel la Coburg, unde putea trăi din veniturile primul soț, Prințul de Leiningen. Totuși, în acel moment succesiunea britanică era departe de a fi asigurată - cei trei frați mai mari ai lui Eduard, noul rege, George al IV-lea și Ducele de York erau înstrăinați de soțiile lor iar cel de-al treilea, Ducele de Clarence nu avea moștenitori legitimi. Ducesa de Kent a decis că dacă va rămâne în Anglia, ar face mai bine jocurile pentru ascensiunea fiicei ei decât trăind liniștită la Coburg, și a căutat sprijin din partea guvernului britanic.

După decesul tatălui ei, tânăra prințesă Alexandrina Victoria era a treia în linia de succesiune la tron și Parlamentul nu a fost de acord să susțină datoriile Ducelui de Kent. Ducesei i s-a permis o suită de camere la Palatul Kensington. Acolo ea și-a crescut fiica, Victoria, care la 18 ani va deveni regină a Regatului Unit și în cele din urmă, împărăteasă a Indiei.
Ducesa a primit sprijin financiar important de la fratele ei Leopold; acesta primea un venit foarte mare de cincizeci de mii de lire sterline pe an pe viață, venit alocat de Parlament la căsătoria lui cu Prințesa Charlotte de Wales. (moștenitoarea tronului britanic până la moartea ei în 1817). 
În 1831, noul rege William al IV-lea, în vârstă de 65 de ani, tot nu avea moștenitori legitimi, iar statutul tinerei prințese de moștenitoare prezumptivă a dus la creșterea veniturilor ei. Un factor care a contribuit la acest lucru a fost și desemnarea lui Leopold ca rege al Belgiei (a cedat venitul său britanic odată cu alegerea sa) și indecența percepută ca având un moștenitor-prezumtiv al Coroanei susținut de un suveran străin.